# Convenção de Estocolmo

Países signatário (2016)

Logo

A Convenção de Estocolmo ou Convenção de Estocolmo sobre Poluentes Orgânicos Persistentes é um tratado internacional assinado em 2001 em Estocolmo, Suécia e foi auspiciado pelo Programa das Nações Unidas para o Meio Ambiente. Foi elaborado para eliminar globalmente a produção e o uso de algumas das substâncias tóxicas produzidas pelo homem.
A Convenção de Estocolmo foi assinada por 152 países e na actualidade 34 países não o ratificaram. É necessária a ratificação de 50 países para que a Convenção entre em vigor 90 dias depois e se comecem aplicar políticas de eliminação destes compostos.
A lista dos países participantes signatários e a situação quanto a ratificação pode ser obtida na página oficial da Convenção de Estocolmo.
Teve o objetivo expresso de se constituir como fundamento internacional para a protecção da saúde humana e do meio ambiente dos efeitos nocivos oriundos dos poluentes orgânicos persistentes (POPs). Esta convenção foi o resultado de longos anos de negociação para obter dos vários países compromissos com força de lei, que obrigassem a eliminação imediata de todos os compostos orgânicos persistentes.
A Convenção determina que, em relação a uma dúzia de compostos, é preciso empreender acções de forma prioritária, incluindo substâncias químicas produzidas internacionalmente, tais como  pesticidas, bifenilpoliclorados (PCBs); dioxinas e furanos.

## Substâncias proibidas
Inicialmente havia doze produtos químicos diferentes que figuravam em três categorias. Dos produtos químicos, o hexaclorobenzeno e os bifenilpoliclorados, encontram-se tanto nas categorias A como C.
A Convenção de Estocolmo entrou em vigor em 2004 e define como poluentes orgânicos persistentes as substâncias classificadas conforme critérios específicos constantes do Anexo D.
Estes critérios abrangem certos aspectos quanto:
- persistência,
- bioacumulação,
- potencial para transporte ambiental de longo alcance,
- efeitos adversos.

Historicamente, muitos destes POPs foram desenvolvidos e empregados no controle de pragas que afetavam a saúde humana, no controle de pragas agrícolas (agrotóxicos) e como matéria-prima na indústria química. Outros surgiram como resíduos ou subprodutos de transformações químicas na indústria. São muito tóxicos, mesmo em baixas concentrações. Alguns causam danos à saúde humana, outros afetam  animais e plantas, outros ainda afetam todo o meio ambiente. Os danos variam muito. Podem causar câncer, distúrbios neurológicos, mutações e esterilidade.
Outras características destes POPs é a de serem muito resistentes e demorarem muito tempo para se decompor. Podem propagardo-se facilmente pelo ar, pela água ou por meios mecânicos. Muitos também tem o efeito cumulativo. Do solo ou na água, passam para vegetais e  animais, acumulando-se nesses organismos, e assim afetam toda a cadeia alimentar.
A Convenção de Estocolmo, em seu Anexo A, traz uma lista de substâncias, cuja produção e  uso  os países que aderirem à Convenção assumem o compromisso de proibir. Entre estas substâncias, POPs, estão incluídas as seguintes: 
- aldrina
- dieldrina
- endrina
- hexaclorobenzeno (HCB)
- heptacloro
- clordano
- mirex
- toxafeno
- bifenilas policloradas (PCB).

Outras substâncias devem ter sua produção e comercialização proibidas. A lista dessas substâncias consta no Anexo B da Convenção.  Uma delas é o DDT.
As substâncias nocivas obtidas de maneira não intencional são listadas no Anexo C da Convenção, e as partes (os países que aderirem à Convenção) devem reduzir ou eliminar sua emissão. Alguns POPs do Anexo C são: 
- dibenzeno-p-dioxinas policloradas,
- dibenzenofuranos policlorados (PCDD/PCDF),
- hexaclorobenzeno (HCB),
- bifenilas policloradas.

A Convenção também determina que as partes tomem medidas para impedir o surgimento de novos POPs ou para que os POPs já existentes não sejam empregados em novas substâncias.